# Distrito de Bóly
El distrito de Bóly es un distrito húngaro perteneciente al condado de Baranya.

## Localidades
El distrito está conformado por una ciudad y 15 pueblos.
Ciudad
- Bóly

Pueblos
- Babarc
- Belvárdgyula
- Borjád
- Hásságy
- Kisbudmér
- Liptód
- Máriakéménd
- Monyoród
- Nagybudmér
- Olasz
- Pócsa
- Szajk
- Szederkény
- Töttös
- Versend